# グードルン・ワーグナー
グードルーン・ワーグナー（ドイツ語: Gudrun Wagner、1944年6月15日 - 2007年11月28日）は、バイロイト音楽祭の共同運営者。ドイツ人。東プロイセンのアレンシュタイン生まれ、バイロイトで没。

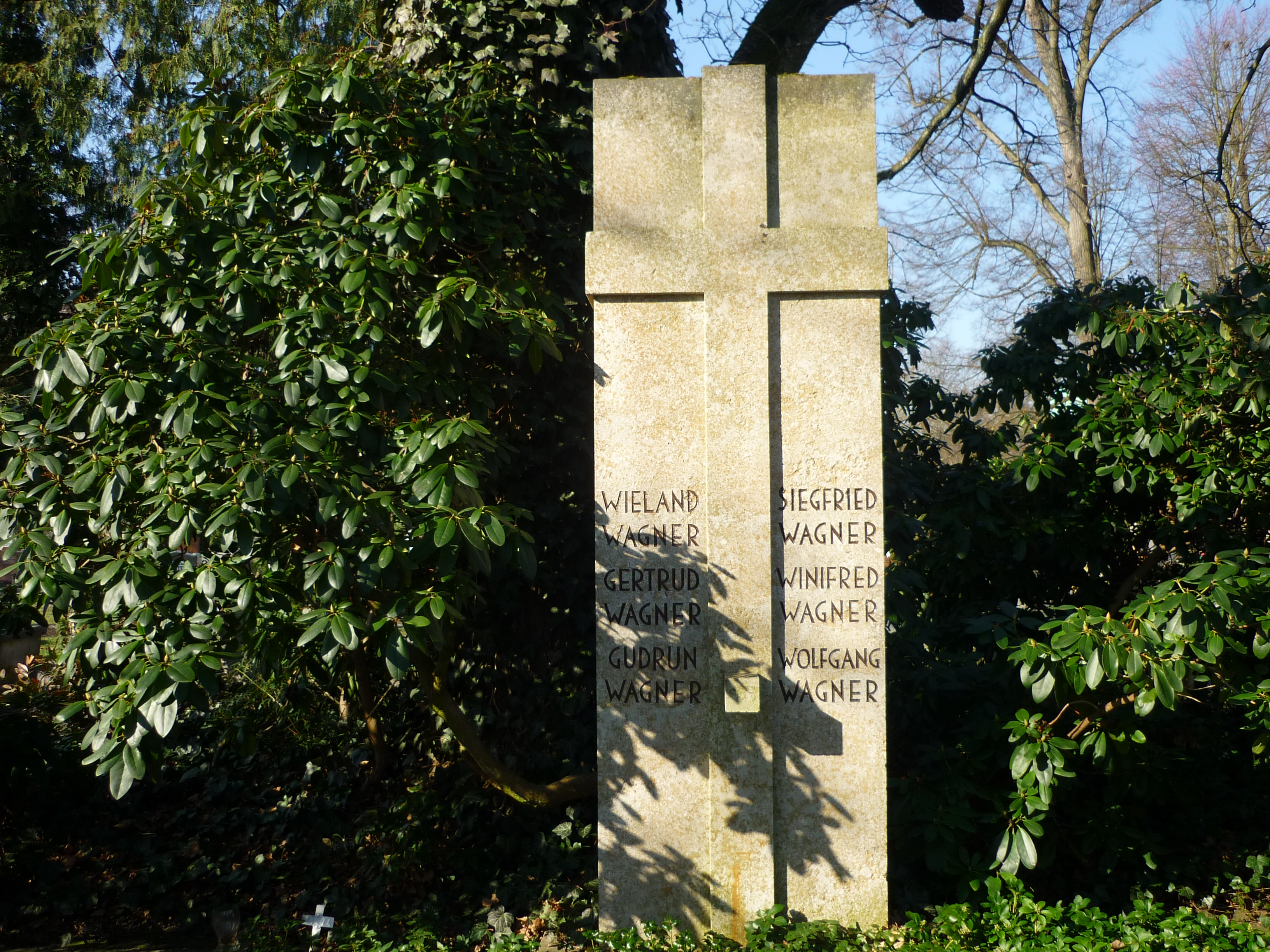
バイロイト市立墓地にあるグードルン・ワーグナーの墓所

## 生涯
生後4週間のときに第二次世界大戦後期の東プロイセンからのドイツ人追放となり、レーゲンスブルク近傍のラングクヴァイト (Langquaid) に移住して育てられた。外国語特派員の養成課程で学び、パリ・バーミンガム・ロンドンの駐在を経て、1965年、新聞紙面でバイロイト音楽祭の広報事務所の募集広告を見て応募し、秘書に採用された。ここで、音楽祭広報事務所長で、後にコジマ・ワーグナーの日記を編纂したディートリヒ・マックと知り合い、1970年に結婚。5年後、音楽祭総支配人ヴォルフガング・ワーグナー（1919年 - 2010年）の事務所の所長に就任した。1976年、ヴォルフガング、グードルンの双方とも、配偶者と離婚し、再婚。1978年5月、娘のカタリーナを出産した。
夫ヴォルフガングの助手（1984年から）、次いで専属広報担当（1985年）となり、次第に音楽祭で強い影響力を持つ共同運営者になっていった。
ヴォルフガングの後継者問題が議論されるようになり、2001年に総支配人からの退任要求の声が高まると、妻を後継者候補に持ち出したが、音楽祭の財団評議会では、最初の妻（エレン・ドレクセル）との娘、エファ・ワーグナー・パスキエを多数決で選出したため、ヴォルフガングは音楽祭総支配人としての終身契約を盾に受諾を拒否し、職に留まった。高齢のヴォルフガングの健康問題もあって、その晩年の2000年代には事実上、グードルンがその急死（2007年)まで総支配人の業務を取り仕切り、配役や芸術面の決定を差配していた。『南ドイツ新聞』 (Süddeutsche Zeitung) の解説では、グードルン自身が一家の内部分裂で火に油を注いだ面があり、音楽祭の芸術的レベルの維持に責任を負うようになっていた、としている。「必要不可欠」と見られていた音楽祭の改革は一家の内紛によって滞ることになり、「グードルン・ワーグナーはヴォルフガング・ワーグナーの妻として動ずることなく、決然とした態度を貫いていたが、業務には常に忠実で、現実重視の姿勢で揺らぐことはなかった。ヴォルフガングの晩年になってからなされた芸術的な決定や組織運営上の決定事項の多くは、彼女の働きなくしては、全く異なったものになっていたであろう」(劇場支配人・文芸評論家、クラウス・シュルツ筆)。
音楽祭の公式発表によれば、2007年11月26日、バイロイト市内の病院に搬送されて手術を受けたが、28日の朝、死去した。肺塞栓症と見られる。

## 顕彰
- 1993年：レジョンドヌール勲章シュヴァリエ（騎士）
- 1996年：国際リヒャルト・ワーグナー連盟(Richard-Wagner-Verband International)の名誉会員
- 2004年：ラトビア文化アカデミーとリガ・ラトビア国立歌劇場からリエンツィ賞